# Onthophagus isikdagensis
Onthophagus isikdagensis är en skalbaggsart som beskrevs av Riccardo Pittino 2004. Onthophagus isikdagensis ingår i släktet Onthophagus och familjen bladhorningar. Inga underarter finns listade i Catalogue of Life.